# بيت الشعب (وشحة)

تعديل مصدري - تعديل

بيت الشعب هي إحدى قرى عزلة ضاعن بمديرية وشحة التابعة لمحافظة حجة، بلغ تعداد سكانها 38 نسمة حسب تعداد اليمن لعام 2004.